# Недељко Шиповац
Недељко Шиповац (Грабовица, код Невесиња, 7. септембар 1942 — Нови Сад, 20. април 2025) био је српски политичар, функционер Социјалистичке партије Србије и министар пољопривреде у Савезној влади СР Југославије.

## Биографија
Преминуо је у Новом Саду 20. априла 2025, након краће болести.